# 红沙堡城址
红沙堡城址，位于中国甘肃省民勤县，为一个省级文物保护单位，类型为古遗址。
红沙堡城址的历史年代为汉至明。